# Teana Muldrow
Pour les articles homonymes, voir Muldrow.
Teana Muldrow, née le 16 décembre 1995 à East Orange, New Jersey, est une joueuse de basket-ball américaine évoluant au poste d’intérieure.

## Biographie
Blessée lors de sa première année universitaires, elle ne fait ses débuts sportifs qu'en 2014-2015 avec les Mountaineers de la Virginie-Occidentale. Ses statistiques sont consécutivement de 6,9 points à 40,8% et 4,1 rebonds, 10,6 points à 49,6% et 5,9 rebonds, 14,5 points à 51,3% et 8,5 rebonds et 19,0 points à 55,4% et 8,6 rebonds en intégrant le cinq de départ pour ses saisons junior et senior.
Draftée en 2018 en 29e position par le Storm de Seattle, elle ne joue que trois rencontres puis une avec les Wings de Dallas pour aucun point marqué. Elle rejoint le championnat israélienne où elle prend part à cinq rencontres avec A.S. Ramat Hasharon pour 11,0 points, à 56.7% et 6,2 rebonds avant de rejoindre en décembre le club du Maccabi Raanana pour 18 rencontres à 16,8 points à 50,2 de réussite et 13,6 rebonds. Non conservée par le Storm en pré-saison, elle retrouve Raanana pour une saison de 24 rencontres pour 18,4 points à 54,9%, 11,5 rebonds et 1,3 contre. En 2020-2021, elle enchaîne une troisième saison en Israël avec le Maccabi Haifa avec 23 rencontres pour 17,0 points à 45,6%, 9,0 rebonds.
En juin 2021, le club français de Landerneau annonce son arrivée pour la saison LFB à venir. Fin décembre, elle quitte le club sur un bilan de 11,7 points à 37,1% de réussite aux tirs, 6,3 rebonds et 1 contre pour 12,1 d'évaluation en 29 minutes alors que le club a trois victoires en dix rencontres.

## Clubs
- 2018 :  Storm de Seattle
- 2018 :  Wings de Dallas

- 2018-2019 :  A.S. Ramat Hasharon
- 2018-2020 :  Maccabi Raanana
- 2020-2021 :  Maccabi Haifa
- 2021-2022 :  Landerneau Bretagne Basket

## Distinction personnelle
- Meilleur cinq de la Big 12 (2018)